# Kay Gottschalk
Kay Gottschalk (nascido em 12 de dezembro de 1965) é um político alemão da Alternativa para a Alemanha (AfD) e membro do parlamento federal alemão.

## Vida e política
Gottschalk nasceu em 1965 em Hamburgo e estudou administração de empresas e direito. Ele tornou-se gerente de seguros.
Nas eleições federais alemãs de 2017, ele foi eleito membro do parlamento através de uma lista na Renânia do Norte-Vestfália.
Em dezembro de 2017, foi eleito vice-líder da AfD.